# 福爾泰什蒂鄉
45°45′N 28°04′E / 45.750°N 28.067°E
福爾泰什蒂鄉（羅馬尼亞語：Comuna Foltești, Galați），是羅馬尼亞的鄉份，位於該國東部，由加拉茨縣負責管轄，面積69平方公里，海拔高度49米，2007年人口3,413，人口密度每平方公里49人。